# Pieńki (Zgierz)
Pieńki – dawniej samodzielna wieś, od 1954 część miasta Zgierza w województwie łódzkim, w powiecie zgierskim. Leży na południu Zgierza, w rejonie ulicy Pieńki i Wiejskiej. 
Związane historycznie i przestrzennie z pobliskimi Piaskowicami. Wchodzą w skład osiedla Piaskowice-Aniołów, stanowiącego jednostkę pomocniczą gminy Zgierz.

## Historia
Dawniej samodzielna miejscowość. Od 1867 w gminie Nakielnica. W okresie międzywojennym należały do powiatu łódzkiego w woj. łódzkim. 27 marca 1924 zniesiono gminę Nakielnica, a Piaskowice włączono do gminy Brużyca Wielka. 1 września 1933 Piaskowice (z Pieńkami) utworzyły gromadę w granicach gminy Brużyca Wielka. Podczas II wojny światowej włączono do III Rzeszy. Po wojnie Piaskowice powróciły do powiatu łódzkiego woj. łódzkim jako jedna z 20 gromad gminy Brużyca Wielka.
W związku z reorganizacją administracji wiejskiej jesienią 1954, Piaskowice weszły w skład nowej gromady Brużyca Wielka, natomiast Pieńki włączono do Zgierza.
W latach 60-tych ub. w. rozwój i ekspansja Zakładów Przemysłu Barwników "Boruta" spowodowały powolne wyludnianie się osady. Zniknęła ona z map w połowie lat 80-tych. Na jej miejscu zakłady "Boruta" wybudowały olbrzymie zbiorniki osadowe pyłów poprzemysłowych.